# Ла-Шапель-сюр-Удон
Ла-Шапе́ль-сюр-Удо́н (фр. La Chapelle-sur-Oudon) — колишній муніципалітет у Франції, у регіоні Пеї-де-ла-Луар, департамент Мен і Луара. Населення — 575 осіб (2011).
Муніципалітет був розташований на відстані близько 270 км на південний захід від Парижа, 75 км на північний схід від Нанта, 31 км на північний захід від Анже.

## Історія
15 грудня 2016 року Ла-Шапель-сюр-Удон, Авіре, Ле-Бур-д'Іре, Шатле, Ла-Ферр'єр-де-Фле, Л'Отельрі-де-Фле, Лувен, Маран, Монгійон, Нуаян-ла-Гравуаєр, Ніуазо, Сент-Жемм-д'Андіньє, Сен-Мартен-дю-Буа, Сен-Совер-де-Фле i Сегре було об'єднано в новий муніципалітет Сегре-ан-Анжу-Бле.

## Демографія
Динаміка населення (INSEE ):
Розподіл населення за віком та статтю (2006):
| Стать | Всього | До 15 років | 15-24 | 25-44 | 45-64 | 65-85 | Понад 85 |
| --- | ------ | ----------- | ----- | ----- | ----- | ----- | -------- |
| Чоловіки | 266    | 57          | 23    | 93    | 46    | 47    | 0        |
| Жінки | 286    | 74          | 23    | 91    | 32    | 62    | 4        |
| \| Статево-вікова піраміда \| Статево-вікова піраміда \| Статево-вікова піраміда \| \| ----------------------- \| ----------------------- \| ----------------------- \| \| Чоловіки \| Вік \| Жінки \| \| 0 \| 85 + \| 4 \| \| 12 \| 80-84 \| 4 \| \| 0 \| 75-79 \| 4 \| \| 12 \| 70-74 \| 19 \| \| 23 \| 65-69 \| 35 \| \| 8 \| 60-64 \| 8 \| \| 15 \| 55-59 \| 4 \| \| 4 \| 50-54 \| 12 \| \| 19 \| 45-49 \| 8 \| \| 12 \| 40-44 \| 15 \| \| 39 \| 35-39 \| 15 \| \| 19 \| 30-34 \| 42 \| \| 23 \| 25-29 \| 19 \| \| 4 \| 20-24 \| 8 \| \| 19 \| 15-20 \| 15 \| \| 19 \| 10-14 \| 12 \| \| 15 \| 5-9 \| 23 \| \| 23 \| 0-4 \| 39 \| |        |             |       |       |       |       |          |
| Статево-вікова піраміда |        |             |       |       |       |       |          |
| Чоловіки | Вік    | Жінки       |       |       |       |       |          |
| 0 | 85 +   | 4           |       |       |       |       |          |
| 12 | 80-84  | 4           |       |       |       |       |          |
| 0 | 75-79  | 4           |       |       |       |       |          |
| 12 | 70-74  | 19          |       |       |       |       |          |
| 23 | 65-69  | 35          |       |       |       |       |          |
| 8 | 60-64  | 8           |       |       |       |       |          |
| 15 | 55-59  | 4           |       |       |       |       |          |
| 4 | 50-54  | 12          |       |       |       |       |          |
| 19 | 45-49  | 8           |       |       |       |       |          |
| 12 | 40-44  | 15          |       |       |       |       |          |
| 39 | 35-39  | 15          |       |       |       |       |          |
| 19 | 30-34  | 42          |       |       |       |       |          |
| 23 | 25-29  | 19          |       |       |       |       |          |
| 4 | 20-24  | 8           |       |       |       |       |          |
| 19 | 15-20  | 15          |       |       |       |       |          |
| 19 | 10-14  | 12          |       |       |       |       |          |
| 15 | 5-9    | 23          |       |       |       |       |          |
| 23 | 0-4    | 39          |       |       |       |       |          |

## Економіка
2010 року серед 366 осіб працездатного віку (15—64 років) 291 була активною, 75 — неактивними (показник активності 79,5%, у 1999 році було 75,6%). З 291 активної мешканців працювало 278 осіб (149 чоловіків та 129 жінок), безробітними було 13 (5 чоловіків та 8 жінок). Серед 75 неактивних 30 осіб було учнями чи студентами, 32 — пенсіонерами, 13 були неактивними з інших причин.

У 2010 році в муніципалітеті числилось 213 оподаткованих домогосподарств, у яких проживали 568,5 особи, медіана доходів виносила 18 787 євро на одного особоспоживача